# Цар Самуил (улица в София)
„Цар Самуил“ е централна улица в София. Наречена е на владетеля на България цар Самуил.
Простира се между бул. „Патриарх Евтимий“ в района на Петте кьошета (на юг), до ул. „Клокотница“ в близост до района на Централна гара София (на север).

## Обекти
На ул. „Цар Самуил“ или в нейния район се намират следните обекти (от юг на север):
- Църква „Св. Георги Победоносец“
- 41 ОУ „Св. П. Евтимий“
- Първа евангелистка църква
- Областна администрация – София град
- Българска стопанска камара
- Музикален център „Борис Христов“ (№43) – в къщата от 20-те години до 1942 година е живял певецът Борис Христов
- Арбитражен съд
- Площад „Позитано“
- Посолство на Португалия
- Софийска окръжна прокуратура
- Католическа църква
- 48 ОУ „Й. Ковачев“